# Festival RTP da Canção 2003
O XXXVIII Festival RTP da Canção 2003 foi o trigésimo oitavo Festival RTP da Canção. Realizou-se em conjunto com a 1.ª edição da Operação Triunfo em 2 de Março de 2003, nos Estúdios da Endemol. Durante o espectáculo, Rita Guerra interpretou todas as três canções a concurso. A canção vencedora foi determinada exclusivamente com recurso a uma votação por telefone (voto do público).
A 9 de Janeiro de 2003, a RTP anunciou Rita Guerra como participante portuguesa no Eurovision Song Contest 2003. A RTP abriu um período de inscrições para compositores a apresentarem as suas canções entre 9 de Janeiro de 2003 e 5 de Fevereiro de 2003. Mais de 500 canções foram recebidas na conclusão do período de inscrição, e um comitê de seleção selecionou 3 canções para a competição. As canções selecionadas foram anunciadas em 18 de fevereiro de 2003.
"Festival RTP da Canção 2003", o espetáculo especial ao vivo da Operação Triunfo 1, teve lugar nos Estúdios Endemol em Mem-Martins a 2 de Março de 2003 e foi apresentado por Catarina Furtado. 

## Concorrentes
| Final – 2 March 2003 | Final – 2 March 2003                | Final – 2 March 2003                                   | Final – 2 March 2003 | Final – 2 March 2003 |
| #                    | Música                              | Compositor                                             | Votos                | Lugar                |
| -------------------- | ----------------------------------- | ------------------------------------------------------ | -------------------- | -------------------- |
| 1                    | "Prazer no pecado"                  | Ménito Ramos                                           | 15%                  | 2                    |
| 2                    | "Estes dias sem fim"                | Rui Miguel Soares Correia, Laura Santos, Raquel Marcos | 10%                  | 3                    |
| 3                    | "Deixa-me sonhar (só mais uma vez)" | Paulo Martins                                          | 75%                  | 1                    |